# Bayview, New South Wales
Bayview este o suburbie în Sydney, Australia.